# Evropská karta mládeže

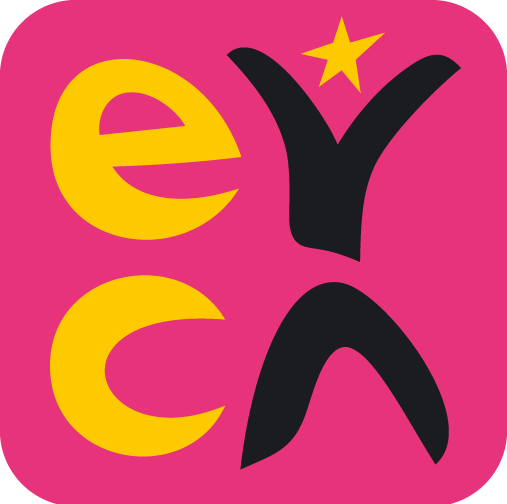
Official logo of the European Youth Card Association (EYCA)

Evropská karta mládeže EYCA (European Youth Card) je mezinárodní identifikační průkaz pro mladé. Karty EYCA provozuje nezisková organizace European Youth Card Association (EYCA) prostřednictvím svých členských organizací (zpravidla jedna v každé zemi). Držitelé tohoto průkazu mohou využívat slevy a výhody, které pro ně provozovatelé karet (členské organizace EYCA) v jednotlivých zemích vyjednávají. Karta je využitelná pro aktivity v různých oblastech života, jako je cestování, kultura, doprava, ubytování, stravování, nakupování, sport, služby či vzdělávání. Karta EYCA není určena jen studentům, ale mohou jí získat všichni mladí lidé v Evropě. Věková hranice se v různých zemích drobně liší (horní hranice je ale většinou v rozmezí 26–30 let).

## Karty EYCA v ČR

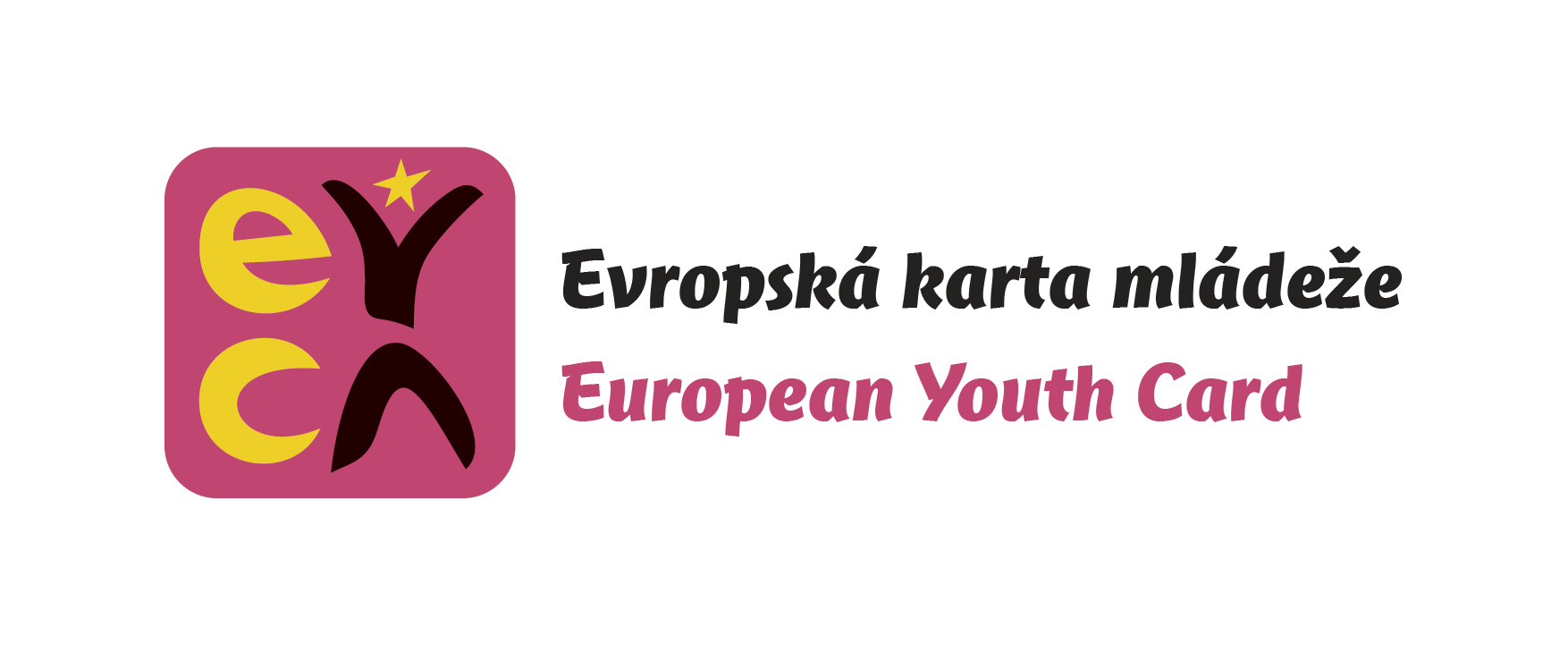
Oficiální logo Evropských karet mládeže EYCA v ČR

V České republice mohou kartu EYCA získat všichni lidé ve věku 5–30 let. V současné době je zde více než 50 000 držitelů karet EYCA. Slev a výhod k využití je v ČR více než 1 000. Provozovatelem karet EYCA je Česká rada dětí a mládeže, nezisková organizace, jejímž posláním je podporovat podmínky pro kvalitní život a všestranný rozvoj dětí a mladých lidí.

### Typy karet

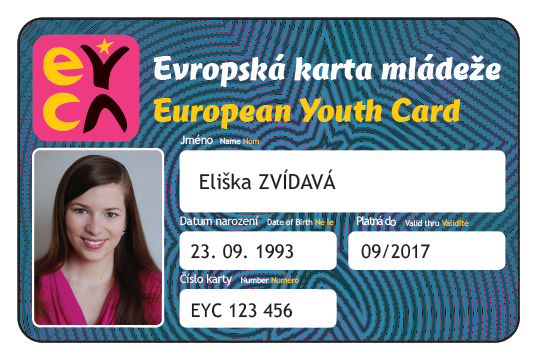
Ukázková karta EYCA (klasik)

V ČR jsou v současné době tři typy karet:
- Karta EYCA klasik (pro všechny mladé)
- Karta EYCA student (pro studenty středních a vysokých škol)
- Karta EYCA členská (pro členy neziskových organizací)

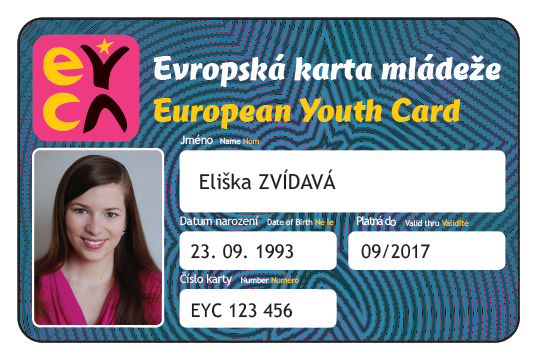
Karta EYCA klasik
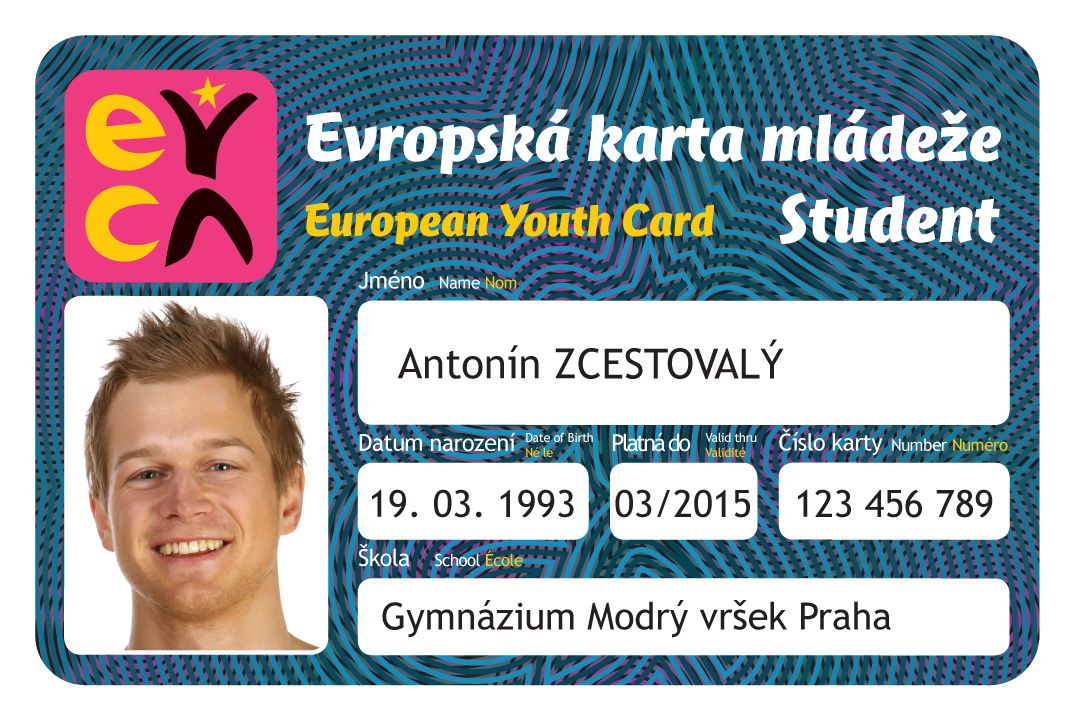
Karta EYCA student
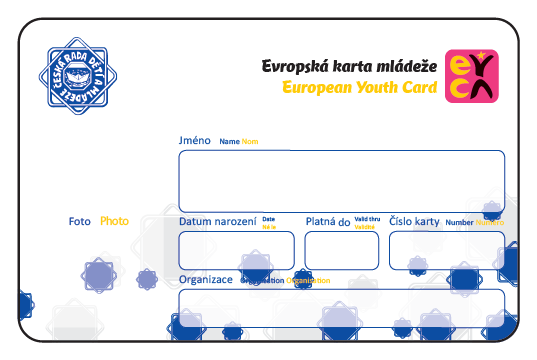
Karta EYCA (členská - ČRDM)

## Karty EYCA v Evropě
V Evropě jsou karty EYCA nejrozšířenější slevovou kartou pro mladé. V roce 2012 měli 4,4 milionů držitelů, kteří mohli čerpat 56 000 slev ve 38 evropských zemích.

## Historie karet EYCA
Předchůdcem Evropské karty mládeže EYCA byla Karta mládeže EURO<26, kterou v ČR vydávalo Sdružení Karty mládeže ČR. Sdružení Karty mládeže fungovalo jako vydavatel karet EURO<26 devatenáct let (od roku 1993), přičemž karty se vydávaly lidem v užším věkovém rozmezí (od 10 do 26, později i do 29 let).
Valné shromáždění European Youth Card Association schválilo v květnu 2009 nové logo karet. Motivací pro tuto přeměnu byla skutečnost, že některé členské organizace vydávaly karty EURO<26 mládeži nejen do 26, ale až do 30 let. To si vyžádalo změnu názvu karty (na European Youth Card) a jejího vzhledu celkově. Ve dvouletém přechodném období se používala obě loga společně, aby se zajistilo plné přijetí nového stylu a rozšíření věkové hranice. Současné logo EYCA vychází z identity bývalého loga EURO<26: postavička „Herkules“ se zjednodušila na zaoblenou figuru zdůrazňující písmena Y a A a zůstává jedna žlutá hvězda z původních deseti.
Česká rada dětí a mládeže se stala novým členem EYCA 14. května 2012. Jako jeden z prvních kroků rozšířila věkovou hranici pro získání karty na 5 až 30 let a zahájila přerod karet EURO<26 na karty EYCA (stejně jako ostatní provozovatelé karet po celé Evropě). V rámci této změny vytvořila také úplně novou jednotnou grafickou linku. Hlavním mezníkem pak bylo vytvoření členských karet EYCA pro dětské a mládežnické spolky (Junák, Pionýr, Hnutí Brontosaurus, Duha, A-TOM atp.), čímž se výrazně zvýšil počet držitelů karet EYCA v ČR.